# Jeff Demps
Jeffery Demps (ur. 8 stycznia 1990) – amerykański lekkoatleta specjalizujący się w biegach sprinterskich.
W 2012 zdobył srebrny medal igrzysk olimpijskich w biegu rozstawnym 4 x 100 metrów. 
Wielokrotny medalista mistrzostw National Collegiate Athletic Association.
Rekordy życiowe: bieg na 60 metrów (hala) – 6,52 (9 marca 2012, Nampa); bieg na 100 metrów (stadion) – 10,01 (28 czerwca 2008, Eugene). 

## Osiągnięcia
| Rok  | Impreza              | Miejsce | Konkurencja        | Lokata     | Wynik |
| ---- | -------------------- | ------- | ------------------ | ---------- | ----- |
| 2012 | Igrzyska olimpijskie | Londyn  | sztafeta 4 x 100 m | 2. miejsce | 37,04 |